# Gyrostoma selkirkii
Gyrostoma selkirkii is een zeeanemonensoort uit de familie van de Actiniidae. De wetenschappelijke naam van de soort is voor het eerst geldig gepubliceerd in 1904 door McMurrich.